# India House
La High Commission of India a Londra è la missione diplomatica dell'India nel Regno Unito. Si trova nella India House su Aldwych, tra Bush House, quella che era Marconi House (ora Citibank) e Australia House. Si affaccia sia sulla London School of Economics che sul King's College. Dal 1981 è un edificio classificato di grado II.

## Storia
Nel 1919, un comitato presieduto dal marchese di Crewe stabilì che esisteva la necessità di separare il lavoro dell'agenzia India Office dai suoi altri ruoli politici e amministrativi e raccomandò il trasferimento di tutti questi servizi a "un Alto Commissario per l'India o a qualche simile rappresentante del governo indiano a Londra." Si riteneva anche che l'opinione popolare in India avrebbe visto questo come un passo verso il pieno status di Dominio per l'India. Il Government of India Act 1919 confermò le raccomandazioni del comitato, prevedendo "la nomina di un Alto Commissario di Sua Maestà in Consiglio, che potrebbe delegare al funzionario uno qualsiasi dei poteri contrattuali del Segretario di Stato [per l'India] e prescrive le condizioni alle quali dovrebbe agire per conto del governo dell'India o di qualsiasi governo provinciale."
Il 13 agosto 1920 il re-imperatore Giorgio V emanò l'ordine richiesto in Consiglio. Fino a quando l'India non divenne indipendente, nel 1947, il luogo fu chiamato "Alto Commissario per l'India". Il primo Alto Commissario fu Sir William Stevenson Meyer, ufficiale del servizio civile indiano; il primo di origine indiana fu Sir Dadiba Merwanji Dalal. L'Alto Commissario godeva dello stesso status dei suoi omologhi dei Domini britannici. Dopo l'indipendenza dell'India, il posto ricevette l'attuale designazione.
Proposto nel 1925 dall'Alto Commissario indiano, Sir Atul Chatterjee, l'edificio fu progettato da Sir Herbert Baker e completato nel 1930. Fu ufficialmente inaugurato l'8 luglio 1930 dal re-imperatore Giorgio V.
Un busto di Jawaharlal Nehru è stato svelato dal Primo Ministro John Major nel 1991.

## Decorazioni
Ci sono dodici decorazioni all'esterno dell'edificio che rappresentano i vari stati dell'India (sotto il British Raj), descritti come segue:
| Emblema              | Provincia                     | Immagine |
| -------------------- | ----------------------------- | -------- |
| Tigre                | Bengala                       |          |
| Nave                 | Bombay                        |          |
| Fort St George       | Madras                        |          |
| Pesci, arco e frecce | Province Unite di Agra e Oudh |          |
| Sole e cinque fiumi  | Punjab                        |          |
| Bo-tree e svastiche  | Bihar e Orissa                |          |
| Serpenti             | Province centrali             |          |
| Elefante             | Delhi                         |          |
| Rinoceronte          | Assam                         |          |
| Pavone               | Birmania                      |          |
| Cammelli             | Belucistan                    |          |
| Luna e porta         | Frontiera del Nord Ovest      |          |

## Galleria d'immagini

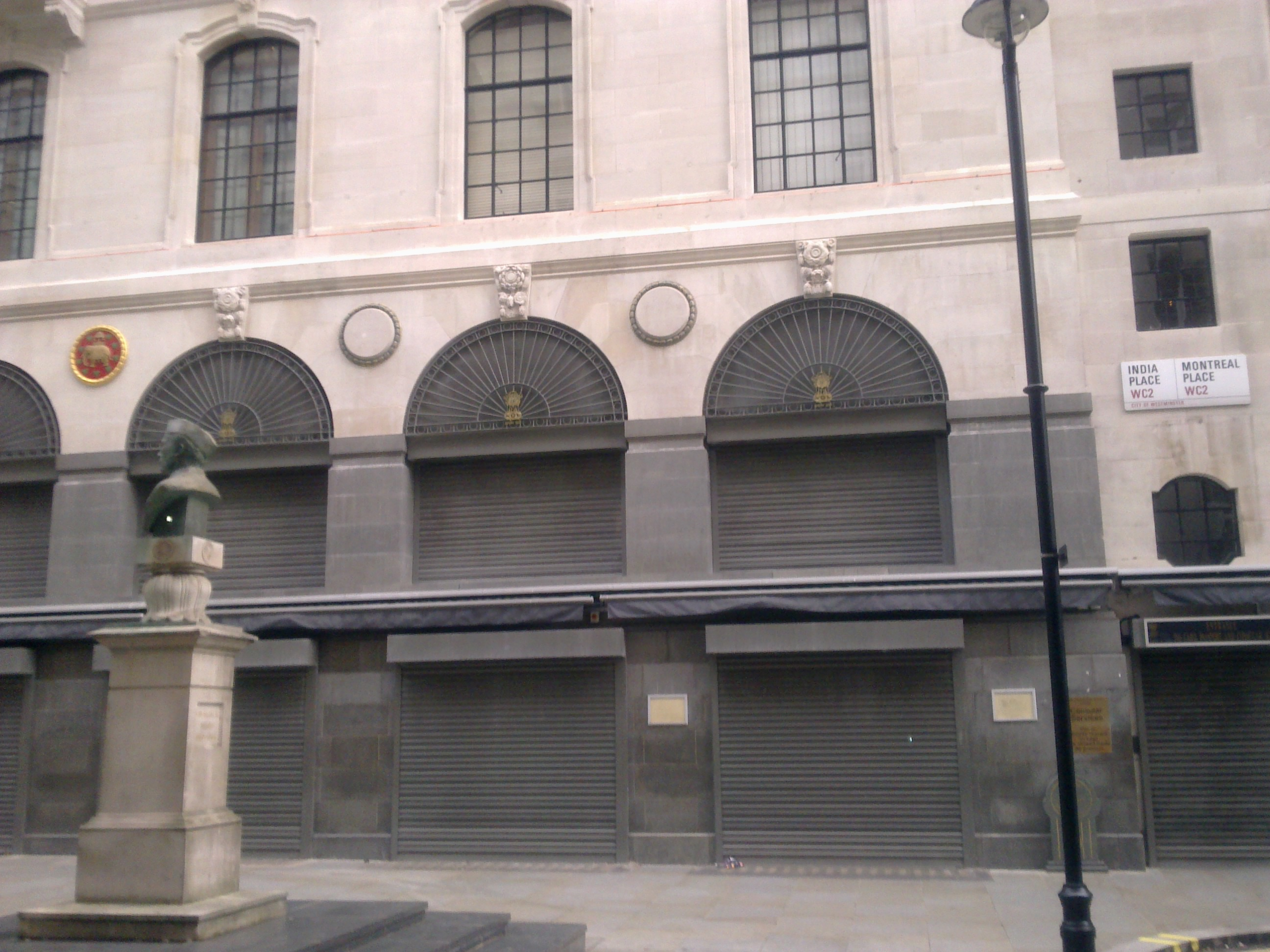
L'Alto Commissariato dall'India Place
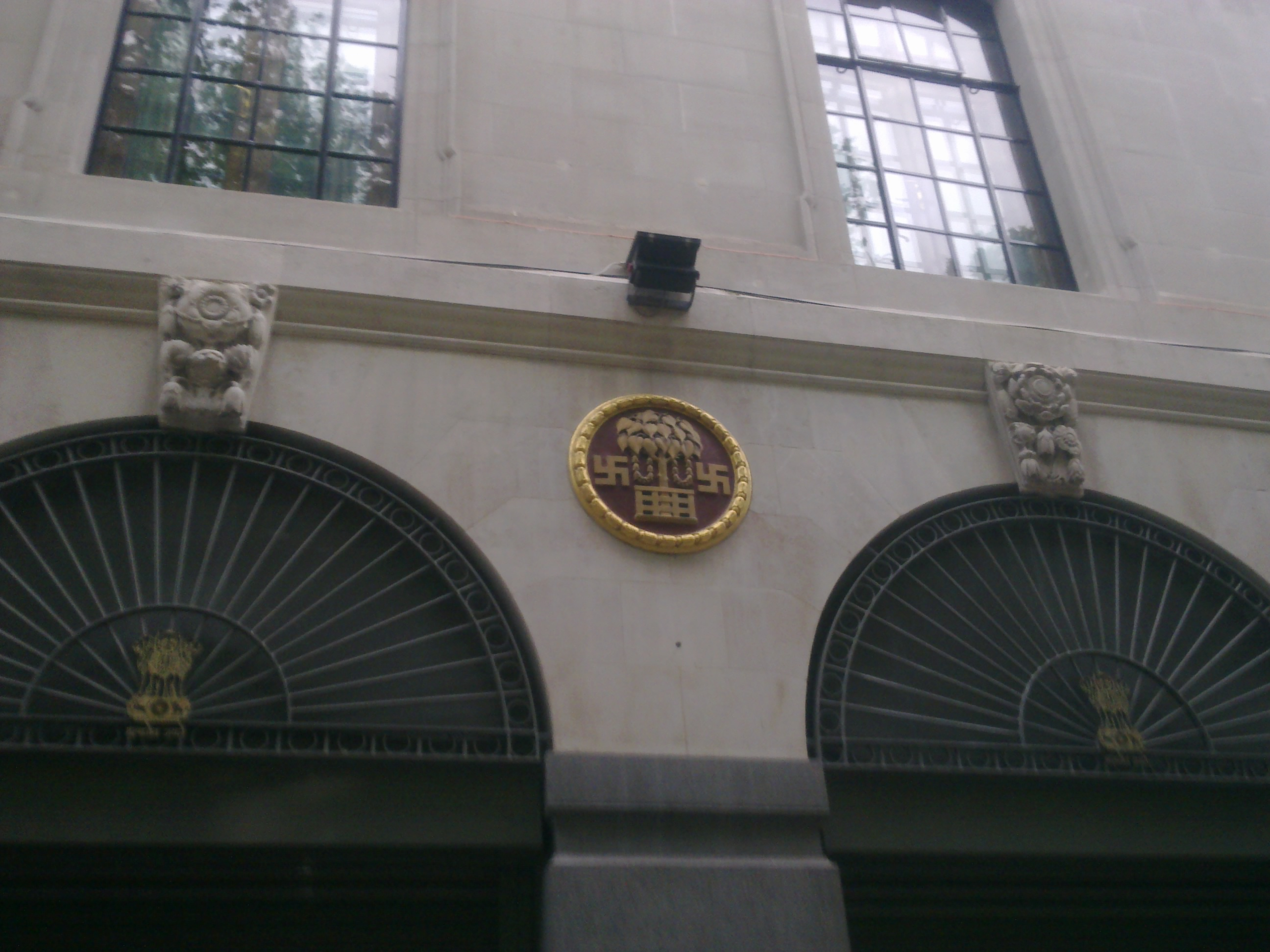
Primo piano di alcuni disegni
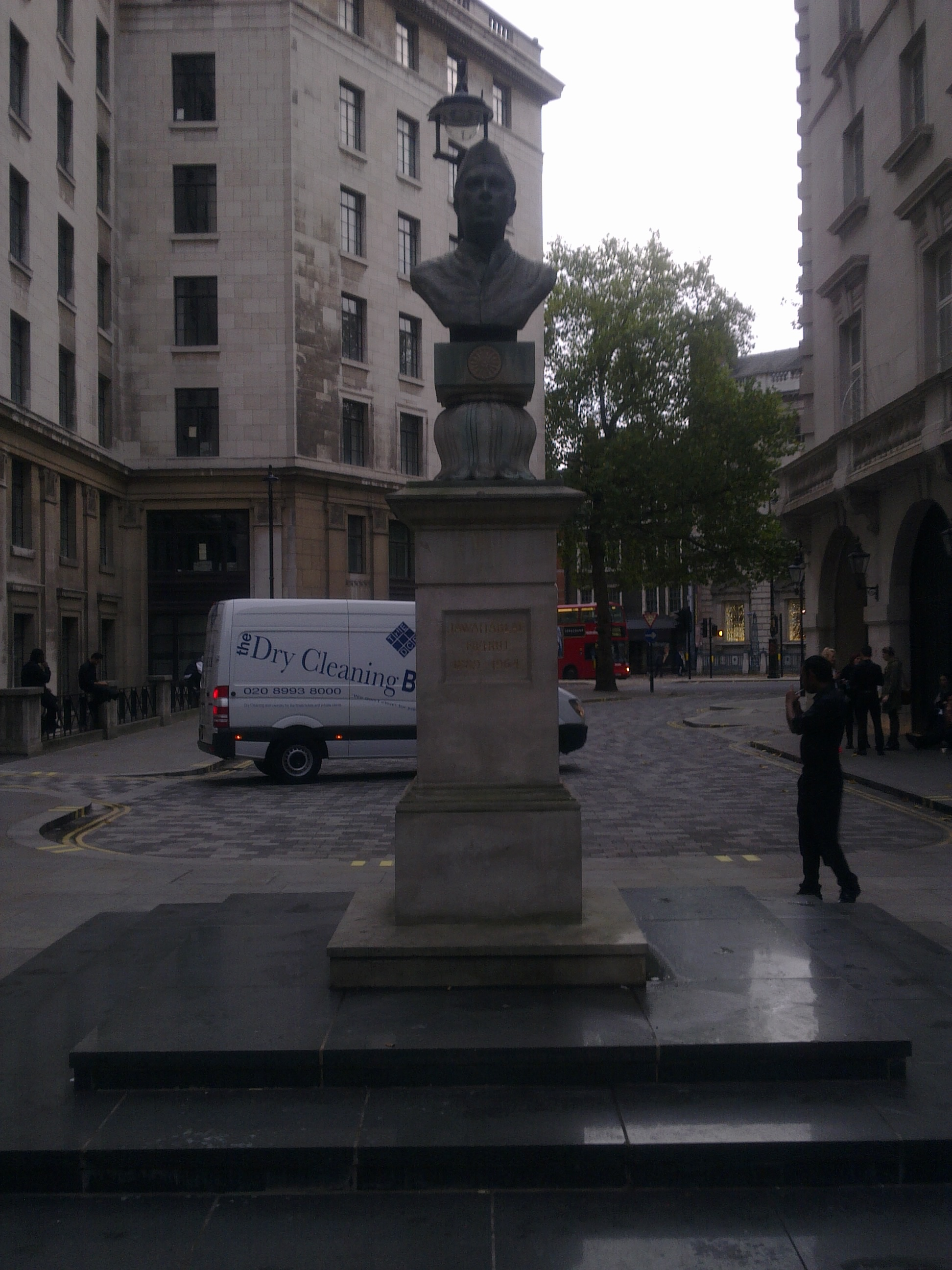
Busto di Jawaharlal Nehru in India Place